# Học viện Khổng Tử
Học viện Khổng Tử (giản thể: 孔子学院; phồn thể: 孔子學院; bính âm: kǒngzǐ xuéyuàn; Hán Việt: Khổng Tử học viện; tiếng Anh: Confucius Institute) là hệ thống học viện công phi lợi nhuận, liên kết với bộ giáo dục Trung Quốc, thành lập với mục đích truyền bá tiếng Hoa và văn hoá Trung Hoa, giảng dạy tiếng Hoa làm cho mọi người trên toàn thế giới có cái nhìn khác về Trung Quốc, đồng thời cũng nhằm mục đích truyền bá tư tưởng cũng như văn hoá Nho giáo ra thế giới.
Các học viện Khổng Tử bị cho là không trung lập trong việc diễn giải những vấn đề nhạy cảm (như tình trạng các dân tộc thiểu số ở Trung Quốc, vấn đề nhân quyền, cũng như cách hành xử của nhà cầm quyền đối với những người bất đồng chính kiến), cho nên sự hiện diện của nó tại một số nước đã gây nhiều tranh cãi.

## Tổ chức
Viện Khổng Tử có trụ sở đặt tại Bắc Kinh. Chương trình bắt đầu từ năm 2004 và do Văn phòng Hội đồng tiếng Hoa Quốc tế chịu trách nhiệm về tài chính (thường gọi là Hán Biện (汉办)), một tổ chức phi lợi nhuận liên kết với Bộ Giáo dục Cộng hoà Nhân dân Trung Hoa. Các học viện hoạt động thông qua hợp tác với các trường đại học liên kết tại địa phương và các trường đại học trên toàn thế giới. Chương trình Lớp học Khổng Tử liên kết với các trường học cấp hai hoặc khu vực trường học để cung cấp giáo viên và tài liệu giảng dạy.
Học viện Khổng Tử được so sánh với những tổ chức xúc tiến ngôn ngữ và văn hoá như Viện trao đổi văn hoá Pháp và Học viện Goethe của Đức hay Hội đồng Anh, tuy nhiên tại một số nước nó không được cho là ngang hàng vì họ cho là nó được dùng để tuyên truyền về các đề tài chính trị. Chức năng của các học viện là giảng dạy, đào tạo giáo viên tiếng Hoa, tổ chức thi trình độ tiếng Hoa (chứng chỉ quốc tế về tiếng Hoa HSK); chiếu phim Trung Quốc, tư vấn du học, tổ chức các hoạt động trao đổi văn hóa, hữu nghị... nhằm mở rộng ảnh hưởng của nền văn hóa Trung Hoa trên toàn thế giới. Các viện Khổng Tử được tài trợ phân nửa bởi nước khách, phân nửa bởi Trung Quốc; tại các nước đang phát triển như ở Việt Nam được hoàn toàn trợ cấp bởi chính quyền Trung Quốc. Cho tới nay (cuối năm 2014) Trung Quốc đã thành lập được trên 450 học viện ở trên 100 quốc gia trên thế giới.
Đánh giá về dài hạn, thông qua việc giới thiệu và quảng bá ngôn ngữ, nền văn hóa và con người Trung Quốc, Học viện Khổng Tử là nhân tố của "quyền lực mềm" trong đường lối chính trị Trung Quốc. Qua đó, có thể dùng tầm ảnh hưởng, uy tín và sức thu hút để thực hiện những dụng ý trên thế giới mà không cần áp dụng sức mạnh quân sự hay kinh tế. Tuy nhiên, Học viện Khổng Tử hoạt động trong các trường đại học, ngày càng nâng cao những lo ngại về ảnh hưởng của học viện về tự do học thuật và khả năng về "quyền lực mềm". Chẳng hạn như khi nhà tranh đấu nhân quyền Trung Quốc Lưu Hiểu Ba vào năm 2010 được giải Nobel Hòa bình, thì hầu hết các viện Khổng tử ở Đức cố ý làm ngơ, chứ không ăn mừng. Nói chung rất khó khăn, khi đề cập tới các vấn đề như về Tây Tạng, Đài Loan và về giải thưởng Nobel 2010 tại các viện này.

## Học viện Khổng Tử trên thế giới
Trung Quốc cũng tích cực thúc đẩy việc thành lập Học viện Khổng Tử tại các nước ASEAN. Tính đến đầu 2011, các trường đại học Quảng Tây đã thành lập 6 Học viện Khổng Tử tại các nước ASEAN.

### Việt Nam
Tháng 4 năm 2009, chính phủ Việt Nam cho phép thí điểm thành lập một Học viện Khổng Tử.. Tờ tin mạng của Tân Hoa Xã, hôm 27 tháng 12 năm 2014 cho hay Học viện Khổng Tử đã được chính thức khai trương tại Đại học Hà Nội với sự tham dự của ông Du Chính Thanh, quan chức hàng thứ tư trong Bộ Chính trị Trung Quốc, và ông Nguyễn Thiện Nhân, Chủ tịch Mặt trận Tổ quốc Việt Nam.

## Chỉ trích

### Thụy Điển
Các đại biểu quốc hội Thụy Điển bày tỏ sự lo lắng, là học viện này sẽ bị lợi dụng làm nơi tuyên truyền cho đảng Cộng sản Trung Quốc.

### Hoa Kỳ
- Theo như Thời báo New York, Hiệp hội Giáo sư Đại học Hoa Kỳ (AAUP) đã hối thúc các trường đại học Tây phương cắt đứt quan hệ với Học viện Khổng Tử và ra một thông cáo chỉ trích Học viện Khổng Tử:"Học viện Khổng Tử hoạt động như một công cụ của nhà nước Trung Quốc và được phép không tôn trọng tự học thuật", và "hầu hết các thỏa thuận về việc thành lập Học viện Khổng Tử bao gồm những điều khoản không được tiết lộ và những sự nhượng bộ không thể chấp nhận đối với các mục tiêu chính trị và cách làm việc của chính phủ Trung Quốc."[13]

### Việt Nam
- Ông Ngô Nhân Dụng, một nhà bình luận nổi tiếng trong giới truyền thông Việt Nam ở hải ngoại cho rằng "Viện Khổng Tử chính nó không nguy hiểm, nhưng sẽ tác hại cho nước Việt Nam nếu chúng được sử dụng cho mục đích tuyên truyền cho chế độ cộng sản Trung Quốc."[13]
- Một ngày sau khi Ủy ban Đối ngoại của Hạ viện Hoa Kỳ mở phiên điều trần và nêu lên các quan ngại về các 'mối đe dọa' và 'ảnh hưởng' của Trung Quốc thông qua các dự án, trường viện, đặc biệt như Viện Khổng Tử ở Hoa Kỳ, Giáo sư Trần Ngọc Thêm Giám đốc Trung tâm Văn hóa học lý luận và ứng dụng của Đại học Quốc gia TP. Hồ Chí Minh nói với BBC hôm 05/12/2014 từ Sài Gòn, là Việt Nam cần 'thận trọng, cảnh giác' với các 'ý đồ, mục đích' trong chiến lược kết hợp 'sức mạnh cứng' với 'sức mạnh mềm' của Trung Quốc qua các dự án như 'Học viện Khổng Tử'.[4]

### Trung Quốc
- Một giáo sư kinh tế học và nhà bất đồng chính kiến nổi tiếng của Trung Quốc, ông Hạ Nghiệp Lương, người bị sa thải khỏi Đại học Bắc Kinh hồi năm ngoái, cảnh báo rằng "nhiều trao đổi học thuật của Trung Quốc chứa đựng các rủi ro bị che giấu, chẳng hạn các học giả thỉnh giảng lại có thể là các nhân viên tình báo được cử đi."[4]

### Ấn Độ
Chính phủ Ấn Độ đã từ chối, không cho lập những viện Khổng Tử, cho đó là âm mưu của Trung Quốc để phát triển quyền lực mềm, dùng văn hóa để lan tràn ảnh hưởng.

## Đóng cửa viện
Sau khi giáo sư ngành nhân chủng học Marshall Sahlins thuộc Đại học Chicago công bố một điều tra về tình trạng hoạt động của các Viện Khổng Tử tại giảng đường Mỹ vào tháng 10-2013, hơn 100 giảng viên của đại học này đã ký tên vào văn bản chính thức phản đối sự hiện diện của viện trong khuôn viên Đại học Chicago.
Đầu tháng 11 năm 2014, hai trường đại học tại Mỹ - Đại học Chicago và Đại học Pennsylvania - ra tuyên bố ngưng hợp tác và đóng cửa Viện Khổng Tử, cơ quan giảng dạy ngôn ngữ và văn hóa Trung Quốc. Trả lời phỏng vấn tờ The Wall Street Journal, ông Henry Reichman, phó chủ tịch Hiệp hội Giáo sư đại học Mỹ, cho biết: “Tôi tin rằng Chicago và Pennsylvania không phải là hai đại học duy nhất nhận ra rằng hợp tác với một viện như kiểu Viện Khổng Tử là hoàn toàn không đáng!”
Tại Canada, đại học McMaster và Đại học Sherbrooke cũng đã chấm dứt hợp tác với Viện Khổng Tử. Trước đó trong tháng 12 năm 2013, Hiệp hội Giảng viên đại học Canada đã ra văn bản kêu gọi các trường đại học Canada hủy bỏ các hợp đồng hợp tác với Viện Khổng Tử.
Đại học Stockholm, Thụy Điển cũng đóng cửa Viện Khổng Tử vào đầu năm 2015
Vrije Universiteit Brussel (VUB) của Vương Quốc Bỉ chấm dứt hợp tác với Viện Khổng Tử vào tháng 6 năm 2020 do lo ngại vấn đề gián điệp.